# 比雅勒夫
比雅勒夫（法語：Bujaleuf，法語發音：[byʒalœf]）是法国新阿基坦大区上维埃纳省的一个市镇，属于利摩日区。

## 地理
比雅勒夫（45°47'48"N, 1°37'47"E）面积41.17 平方千米，位于法国新阿基坦大区上维埃纳省，该省份为法国中西部省份，北起顺时针与安德尔省、克勒兹省、科雷兹省、多爾多涅省、夏朗德省和维埃纳省接壤。
与比雅勒夫接壤的市镇（或旧市镇、城区）包括：谢苏、欧涅、尚内特里、埃穆捷、马斯莱翁、讷维克昂捷、圣但尼代米尔、小圣于连。
比雅勒夫的时区为UTC+01:00、UTC+02:00（夏令时）。

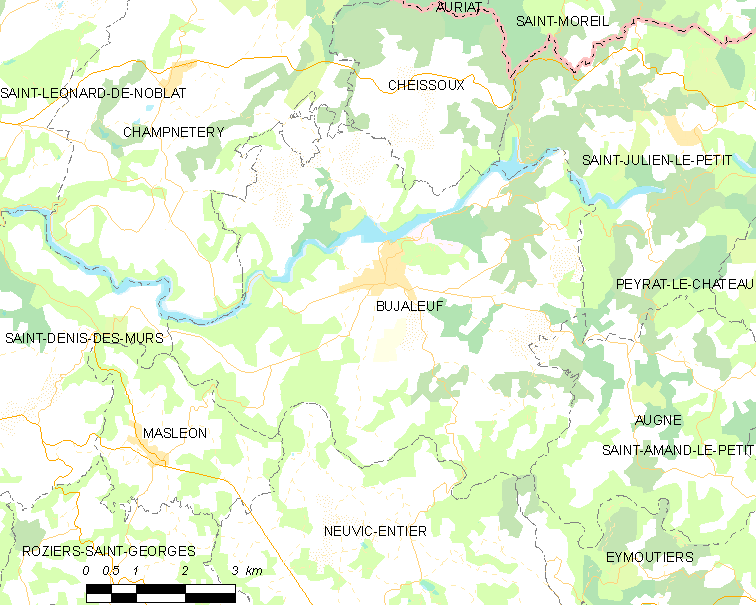
比雅勒夫的OSM定位图

## 行政
比雅勒夫的邮政编码为87460，INSEE市镇编码为87024。

## 政治
比雅勒夫所属的省级选区为埃穆捷县。

## 人口

1962-2008年间比雅勒夫人口变化图示

比雅勒夫于2022年1月1日时的人口数量为873人。